# フランツル・ラング
フランツル・ラング（ドイツ語: Franzl Lang, 1930年12月28日 - 2015年12月6日）は、ドイツのバイエルン州出身のヨーデル歌手、ギター奏者、アコーディオン奏者。ヨーデル王またはヨーデルキング（独: Jodlerkönig, 英: Yodelking）の別名でも知られている。
主にバイエルン方言のヨーデルを歌う。

## 経歴
バイエルン州ミュンヘンで生まれ育つ。9歳のときにアコーディオンの演奏を始めた。学校を卒業した後は工具職人として修業を始めた。
1947年に自身がアコーディオンとボーカル、友人がギターを担当してバンドを結成し、ミュンヘン市内のレストランで度々演奏をしてミュージシャンとしての第一歩を踏み出した。
1954年にはミュンヘン出身の先輩歌手で当時すでに売れっ子だったペーター・シュタイナーの代役としてステージに立った。また同年に同じくミュンヘン出身の有名俳優でプラッツル劇場の大立者でもあったルードヴィッヒ・シュミルトヴィルディの招きでプラッツル劇場にも出演した。それをきっかけに最初のレコード契約を結び、代表曲の一つとなる「Kuckucksjodler」（カッコウのヨーデル）を収録、たちまち大評判になったという。
1956年にはドイツ映画「Salzburger Geschichten」に本人役で出演、代表曲の一つになる「Mei Vata is a Appenzeller」を若々しい歌声で披露している。また1961年にはオーストリア映画「Der Orgelbauer von St. Marien」に出演。レオポルドという青年役で「Hinterbrixer Polka」と「Der Königsjodler」の2曲を歌い上げた。
1968年、オーストリアのカール・ガンツァーが1947年に作曲した「クーフシュタインの歌」（Das Kufsteiner Lied:クーフシュタインリート）を歌い、彼の生涯で最大のヒット曲となった。この曲はラング自身のヒット曲のみならず、ドイツ・オーストリア民族音楽界の定番曲となり、曲に合わせて歌い手や聴衆が腕を組み、シュンケル(左右に揺れる動作)をするのはお決まりのムーブメントである。
カール・モイクがプレゼンターを務めた“Musikantenstadl”、カロリン・ライベルの“Wunschkonzert der Volksmusik”、マリアンヌ＆ミヒャエルの“Lustige Musikanten”などの音楽ショーに度々出演して、人気を博した。
またオペレッタ歌手として有名だった10歳年長のマリア・ヘルヴィヒもプレゼンターとして音楽番組や、彼女自身が主催するライブハウス（納屋）で度々ラングを引き立てたが、同時に、彼のヨーデルに感銘を受けて、ラングからヨーデルを教わった。ラングにとってマリアは恩人であり、また教え子でもある。後年、ラングが「ヨーデル王」（Jodelkönig）と呼ばれたのに対して、マリアは「ヨーデルの女王」（Jodelkönigin）と称賛された。マリアとの親子デュオで知られる娘のマーゴット・ヘルヴィヒはヨーデルの習得法について質問された際に「フランツル・ラングのレコードを買うことだ」とジョークを交えながら、彼への敬意を表した。（この方法を実践したのが日本人ヨーデル歌手の石井健雄と言えるかも知れない）
生涯に500曲以上を歌い、1000万枚以上のレコードを売り上げた。ゴールドディスク（10万枚）20作品、プラチナディスク（50万枚：当時）1作品と、民族音楽歌手としては破格の実績を有する。
2000年12月28日、70歳の誕生日に現役歌手を引退した。
以降もCDが毎年のように発売され衰えない人気を示したが、晩年は白内障と糖尿病に悩み、2015年11月30日に入居していた特別養護老人ホームから病院に移り、12月6日に多臓器不全で逝去した。2016年1月12日に納骨式が行われ、妻のヨハンナ、娘のクリステル、マリアンヌ＆ミヒャエルや石井健雄ほか200名以上の参列者に見送られて、ミュンヘン市内の墓地に埋葬された。